# Anna Lauvergnac
Anna Lauvergnac (* um 1966 in Triest) ist eine italienische Jazzsängerin und Filmkomponistin.

## Leben und Wirken
Lauvergnac machte zunächst ein Diplom als Grundschullehrerin und studierte drei Jahre Psychologie. Sie betreute behinderte Kinder in der Grundschule und organisierte Jazzkonzerte in ihrer Heimatstadt, bevor sie in einer Band als Sängerin einsprang. Sie bewarb sich 1989 bei den Berklee College Summer Clinics in Perugia. Im selben Jahr begann sie ihr vierjähriges Musikstudium an der Hochschule für Musik und darstellende Kunst Graz; dort ließ sich von Jay Clayton, Mark Murphy, Andy Bey und Sheila Jordan unterweisen. Dabei teilte sie sich die Wohnung unter anderem mit Claus Koch und Claus Raible, mit dem sie heute noch zusammenarbeitet. Sie besuchte außerdem Workshops bei Reggie Workman und während zahlreicher Aufenthalte in New York bei Barry Harris.
Zunächst spielte sie mit Marcello Tonolo. Zwischen 1999 und 2008 war sie die Sängerin des Vienna Art Orchestra, mit dem sie immer wieder international auf Tournee war und seit 1995 zwölf Alben aufnahm. Sie arbeitete auch mit dem Upper Austrian Jazz Orchestra, mit den Murwater Ramblers, mit der Big Band von Radio Slovenija und Claus Raibles Mad For Tadd Orchestra. Sie wirkte zudem im Duo mit Bojan Z und im Trio mit Fritz Pauer und Hans Strasser, sowie mit den Gruppen von Till Martin und von Julia Hülsmann, mit der sie ein Programm mit Songs von Randy Newman gestaltete. Nachdem sie ein eigenes Quartett leitete und mit diesem zwei Alben vorlegte, lotet sie aktuell (2017) im Duo mit Claus Raible mit ihrem Programm Freefall die Ausdruckstiefe der Jazzsongs aus. Weiterhin arbeitete sie mit Musikern wie Hans Salomon, Paolo Fresu, Bumi Fian, Steve Kirby, Wolfgang Puschnig, Monika Trotz oder Oliver Kent.
Von 2000 bis 2002 lehrte sie Jazzrepertoire und Körperarbeit am Bruckner-Konservatorium. Auch vertonte sie sechs Filme von Xaver Schwarzenberger, etwa Stella di mare – Hilfe, wir erben ein Schiff!
Daneben ist sie in Indien karitativ aktiv, wo sie als Referentin einer Gemeinschaft von Einwanderern fungierte und mit der Nichtregierungsorganisation ChildRescue zusammen Straßenkinder und andere Kinder in prekären Situationen unterstützte. Unter dem Titel „For the Children“ hat sie in Goa wiederholt Benefiz-Konzerte organisiert.

## Diskographische Hinweise
- Anna Lauvergnac mit Andy Bey, Peter Bernstein, Claus Raible, John Di Martino, Andy Scherrer, Alegre Corrêa (TCB, 2001)
- Julia Hülsmann Come Closer (ACT, 2004)
- Unless There's Love mit Claus Raible, Giorgos Antoniou, Howard Curtis (Alessa Records, 2012; Preis der deutschen Schallplattenkritik/Bestenliste)
- Coming Back Home mit Claus Raible, Giorgos Antoniou, Steve Brown (Alessa Records, 2014; Preis der deutschen Schallplattenkritik/Bestenliste)
- Filmmusik zu Bella Ciao (1997), dt.-österreichische Komödie